# Campeonato Mundial de Snowboard de 2023 - Halfpipe feminino
A prova do Halfpipe feminino do Campeonato Mundial de Snowboard de 2023 ocorreu entre os dias 1 a 3 de março, em Bakuriani, na Geórgia.

## Medalhistas
| Ouro              | Prata                   | Bronze            |
| Cai Xuetong (CHN) | Elizabeth Hosking (CAN) | Mitsuki Ono (JPN) |

## Calendário
Todos os horários estão no horário local (UTC+4)
| Data        | Horário | Fase         |
| ----------- | ------- | ------------ |
| 1º de março | 09:40   | Qualificação |
| 3 de março  | 10:00   | Final        |

## Resultados
Um total de 17 snowboarders de 10 nacionalidades participaram da competição.

### Qualificação
As provas começaram às 09:40 do dia 1º de março.
| Colocação | Bib | Ordem de descida | Nome              | Nacionalidade  | Descida 1 | Descida 2 | Melhor | Notas |
| --------- | --- | ---------------- | ----------------- | -------------- | --------- | --------- | ------ | ----- |
| 1         | 1   | 5                | Mitsuki Ono       | Japão          | 82.00     | 91.75     | 91.75  | Q     |
| 2         | 3   | 10               | Elizabeth Hosking | Canadá         | 59.75     | 91.00     | 91.00  | Q     |
| 3         | 2   | 8                | Cai Xuetong       | China          | 88.25     | 26.50     | 88.25  | Q     |
| 4         | 14  | 14               | Yang Lu           | China          | 78.50     | 27.50     | 78.50  | Q     |
| 5         | 6   | 7                | Wu Shaotong       | China          | 76.00     | 77.25     | 77.25  | Q     |
| 6         | 4   | 2                | Ruki Tomita       | Japão          | 69.25     | 59.00     | 69.25  | Q     |
| 7         | 10  | 9                | Isabelle Lötscher | Suíça          | 64.50     | 23.00     | 64.50  | Q     |
| 8         | 8   | 4                | Berenice Wicki    | Suíça          | 26.25     | 64.25     | 64.25  | Q     |
| 9         | 15  | 16               | Emily Arthur      | Austrália      | 62.25     | 18.50     | 62.25  |       |
| 10        | 7   | 6                | Brooke D'Hondt    | Canadá         | 61.25     | 9.75      | 61.25  |       |
| 11        | 9   | 3                | Qiu Leng          | China          | 54.50     | 51.00     | 54.50  |       |
| 12        | 12  | 17               | Zoe Kalapos       | Estados Unidos | 8.50      | 50.00     | 50.00  |       |
| 13        | 11  | 13               | Kinsley White     | Estados Unidos | 47.50     | 49.50     | 49.50  |       |
| 14        | 13  | 11               | Lee Na-yoon       | Coreia do Sul  | 42.50     | 19.25     | 42.50  |       |
| 15        | 16  | 12               | Šárka Pančochová  | Chéquia        | 12.25     | 38.75     | 38.75  |       |
| 16        | 5   | 1                | Queralt Castellet | Espanha        | 33.50     | 2.50      | 33.50  |       |
| 17        | 17  | 15               | Jenise Spiteri    | Malta          | 26.00     | 31.75     | 31.75  |       |

### Final
As provas começaram às 10:00 do dia 3 de março.
| Colocação         | Bib | Ordem de descida | Nome              | Nacionalidade | Descida 1 | Descida 2 | Descida 3 | Melhor |
| ----------------- | --- | ---------------- | ----------------- | ------------- | --------- | --------- | --------- | ------ |
| Medalha de ouro   | 2   | 6                | Cai Xuetong       | China         | 90.50     | 49.75     | 47.75     | 90.50  |
| Medalha de prata  | 3   | 7                | Elizabeth Hosking | Canadá        | 85.50     | 44.50     | 39.00     | 85.50  |
| Medalha de bronze | 1   | 8                | Mitsuki Ono       | Japão         | 36.50     | 83.00     | 14.75     | 83.00  |
| 4                 | 4   | 3                | Ruki Tomita       | Japão         | 35.75     | 80.75     | 6.50      | 80.75  |
| 5                 | 14  | 5                | Yang Lu           | China         | 74.75     | 12.50     | 74.00     | 74.75  |
| 6                 | 6   | 4                | Wu Shaotong       | China         | 71.75     | 56.00     | 26.00     | 71.75  |
| 7                 | 10  | 2                | Isabelle Lötscher | Suíça         | 64.00     | 60.25     | 24.00     | 64.00  |
| 8                 | 8   | 1                | Berenice Wicki    | Suíça         | 20.25     | 18.25     | 52.50     | 52.50  |

Legenda
| Recorde mundial       | Recorde mundial (World record)               |                       | Recorde africano                      | Recorde africano (African) |                                           | Q | Classificado por posição (Qualified) |
| Recorde do campeonato | Recorde do campeonato (Championship record)  | Recorde da América    | Recorde da América (Americas)         | q                          | Classificado por melhor tempo (Qualified) |   |                                      |
| Melhor marca do ano   | Melhor marca do ano (World leading)          | Recorde asiático      | Recorde asiático (Asian)              | DNS                        | Não largou (Did not start)                |   |                                      |
| Recorde nacional      | Recorde nacional (National record)           | Recorde europeu       | Recorde europeu (European)            | DNF                        | Não terminou (Did not finish)             |   |                                      |
| Recorde pessoal       | Recorde pessoal do atleta (Personal best)    | Recorde da Oceania    | Recorde da Oceania (Oceania)          | DSQ / DQ                   | Desclassificado (Disqualified)            |   |                                      |
| Recorde da temporada  | Recorde da temporada do atleta (Season best) | Recorde sul-americano | Recorde sul-americano (South America) | NM                         | Sem marca (No mark)                       |   |                                      |